# Thiazole
Thiazole sind eine chemische Stoffgruppe aus dem Bereich der heterocyclischen Verbindungen und gehören zur Gruppe der Azole. Ihre Mitglieder sind fünfgliedrige cyclische organische Verbindungen, die ein Schwefel- und ein Stickstoffatom im Ringgerüst tragen. Die Stammsysteme bilden Thiazol und Isothiazol, wobei im Isothiazol die beiden Heteroatome benachbart sind, beim Thiazol ein Kohlenstoffatom zwischen ihnen liegt.

Isothiazol
Thiazol

## Darstellung
Isothiazole können durch Umsetzung von Iminothioamiden mit Chloramin synthetisiert werden.
Die Synthese von Thiazolen gelingt durch die Kondensation von α-halogenierten Carbonylen mit Thioamiden.
Die Synthese von Thiazolen kann auch durch die Oxidation von 3-Thiazolinen mit Schwefel erfolgen.

## Derivate
3-Thiazoline (Synonym: Tetrahydrothiazole) können auch als Derivate der Thiazole betrachtet werden.